# Kirchberg am Wechsel
Kirchberg am Wechsel osztrák mezőváros Alsó-Ausztria Neunkircheni járásában. 2019 januárjában 2511 lakosa volt. 

## Elhelyezkedése

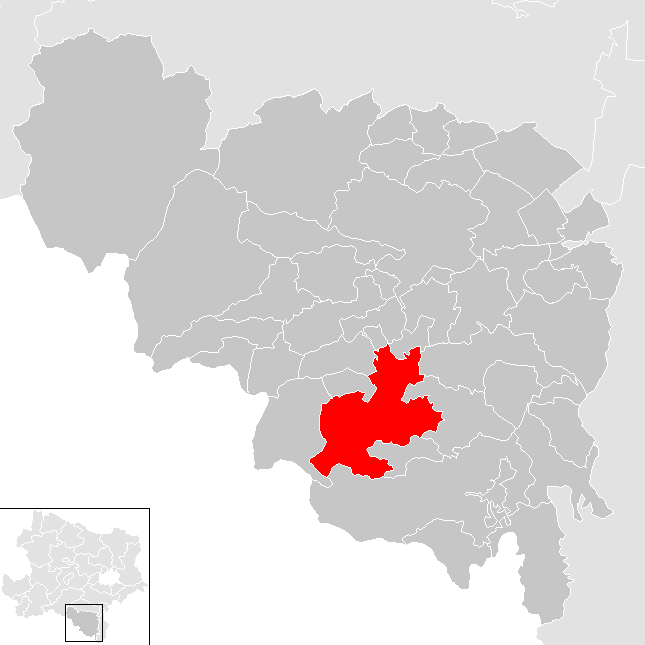
Kirchberg am Wechsel a Neunkircheni járásban

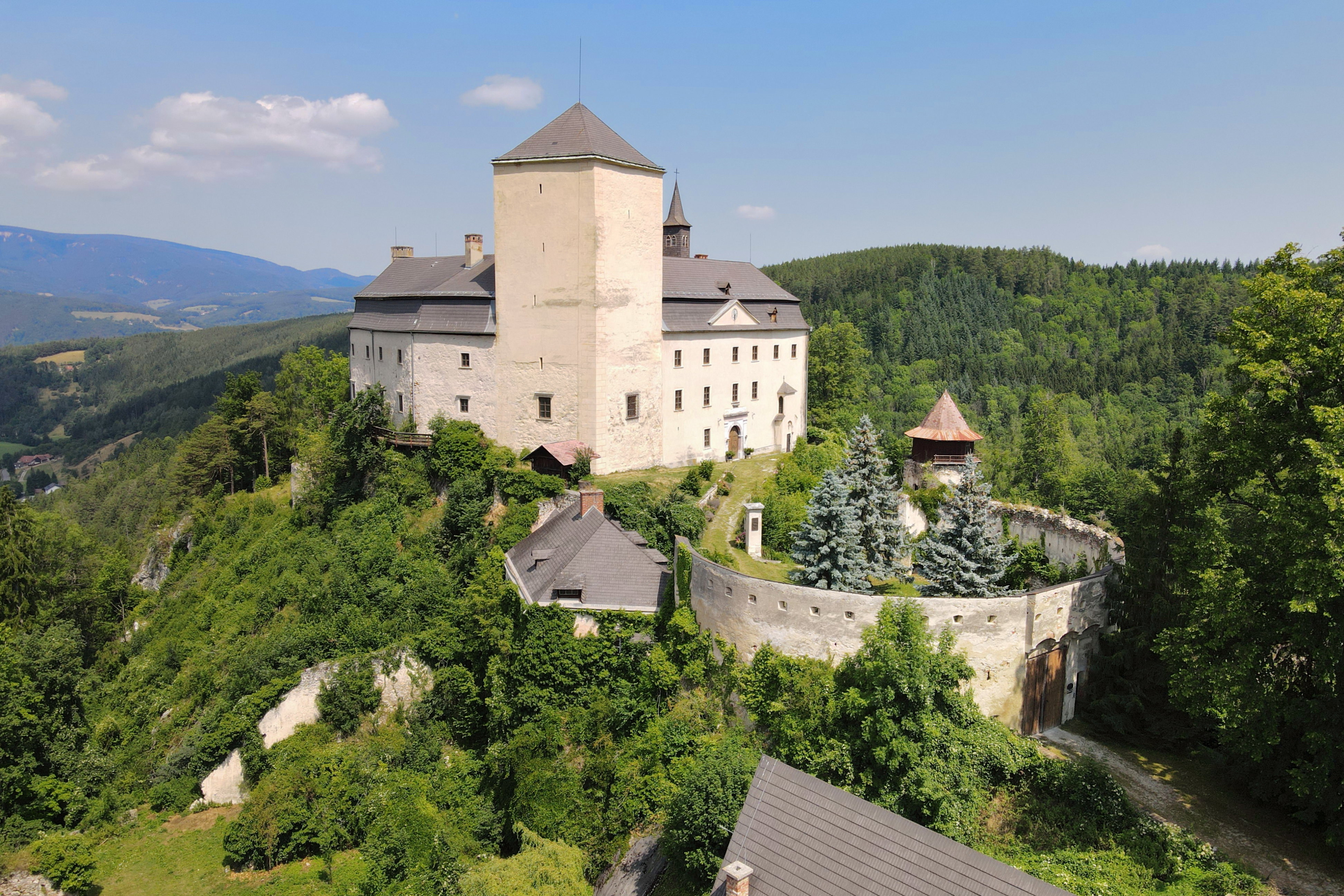
A kranichbergi vár

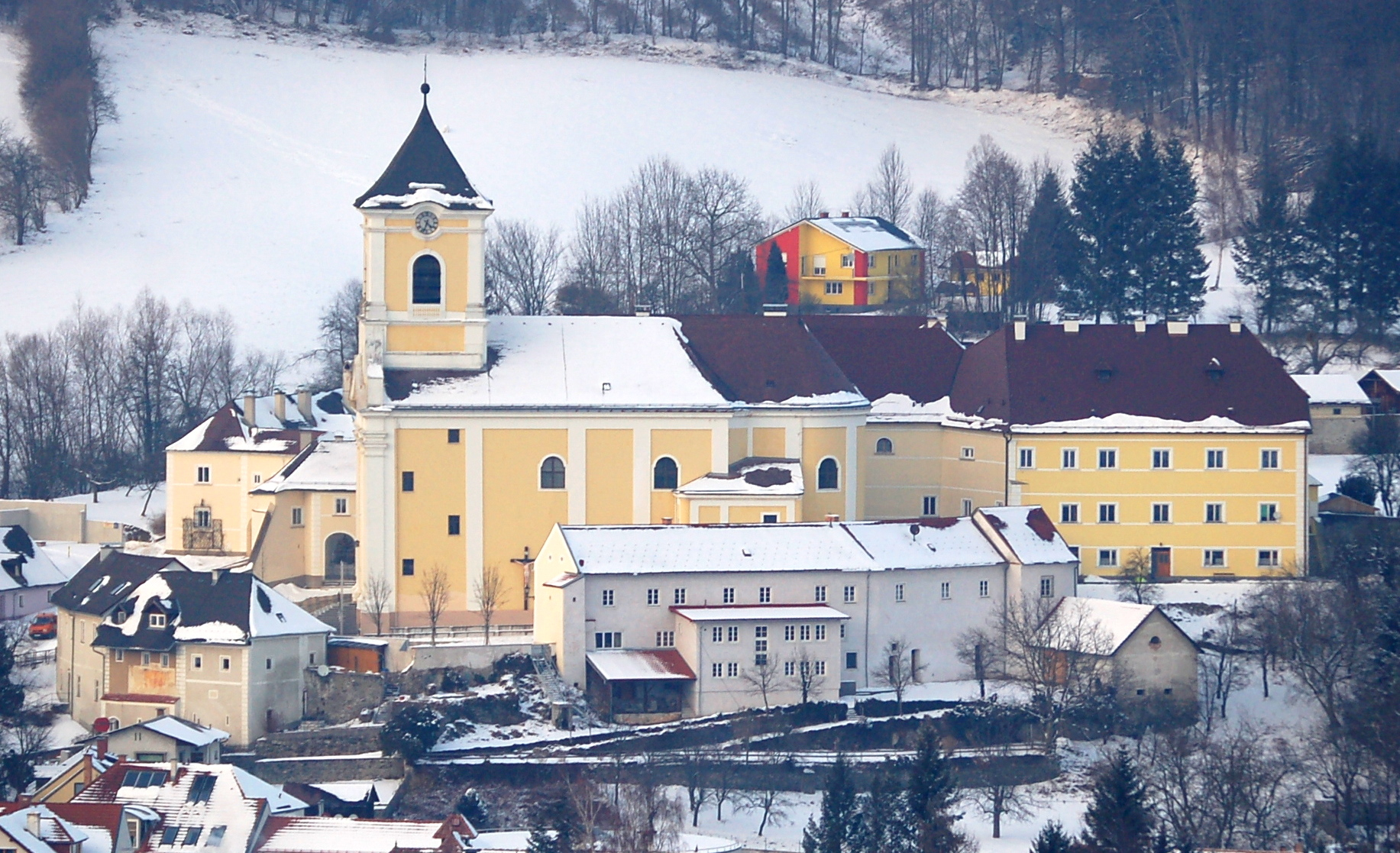
A Szt. Jakab-plébániatemplom és a kolostor

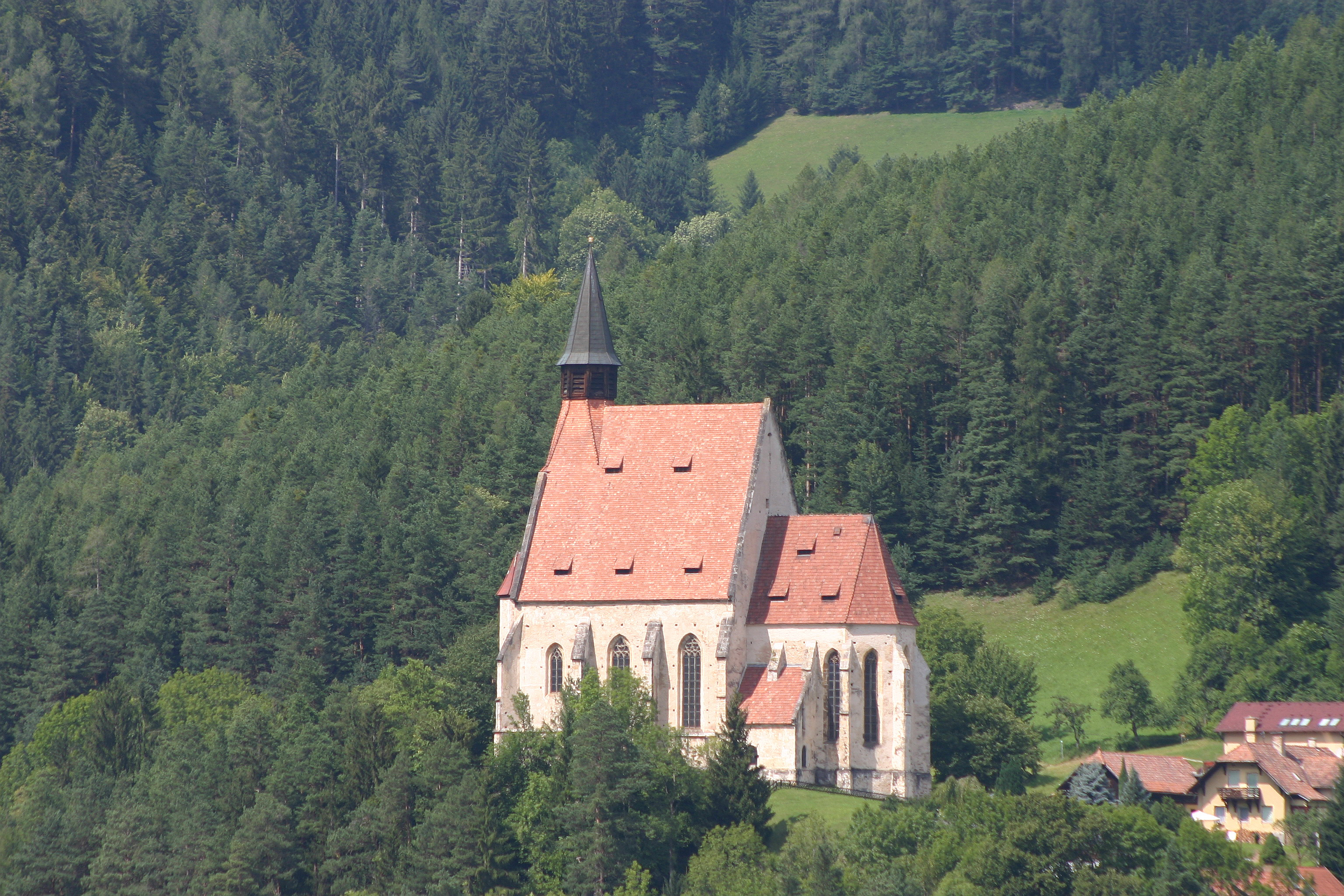
A Szt. Wolfgang-templom

Kirchberg am Wechsel Alsó-Ausztria Industrieviertel régiójában fekszik a Wechsel-hegység északkeleti lábainál, az Otterbach  folyó mentén (a folyó itt egyesül a Molzbachhal és a továbbiakban Feistritz néven ismert). Területének 67,9%-a erdő. Az önkormányzat 6 településrészt, illetve falut egyesít: Alpeltal (39 lakos 2019-ben), Kirchberg am Wechsel (1827), Kranichberg (151), Lehen (151), Molzegg (137) és Ofenbach (206).  
A környező önkormányzatok: északra Altendorf, északkeletre Warth, keletre Feistritz am Wechsel, délkeletre Sankt Corona am Wechsel, délkeletre Aspangberg-Sankt Peter, nyugatra Trattenbach, északnyugatra Otterthal és Raach am Hochgebirge. 

## Története
A Wechsel erdejének betelepítésére a 12. században került sor. 1216-ban a Kranichberg nemzetség megalapította az ágostonrendi apácakolostort. Kirchberget először 1232-ben említik és 1386-ban már mezővárosként hivatkoznak rá. A Szt. Wolfgang-templom első említése 1404-ből származik (ekkor még kápolnaként). 1472/73-ban a települést pestisjárvány sújtotta. Bécs 1529-es ostroma idején a települést, templomát és kolostorát felégették a törökök. A kolostort újjáépítették, de 1554-ben az apácáknak egy pestisjárvány elől el kellett menekülniük. 1656-ban III. Ferdinánd császár megerősítette Kirchberg mezővárosi jogait és címert adományozott neki. A következő évben a kolostort átépítették, ekkor nyerte el mai formáját. Bécs második ostromakor 1683-ban a lakosság a megerősített templomba és a kolostorba menekült, de a mezőváros megmenekült. Kirchberget utoljára 1713/14-ben sújtotta a pestis; ennek emlékére állították a főtéren a pestisoszlopot.     
1756-ban a gótikus plébániatemplomot lebontották és barokk stílusban újjáépítették, ekkor nyerte el mai alakját (kivéve az 1829-ben leégett tornyot). 1782-ben II. József egyházrendelete alapján a kolostort felszámolták. A napóleoni háborúk során Kirchberget 1805-ben és 1809-ben kifosztották. 1850-ben megalakult a mezővárosi önkormányzat, amelyhez Kranichberg 1968-ban, Molzegg pedig 1972-ben csatlakozott. 

## Lakosság
A Kirchberg am Wechsel-i önkormányzat területén 2019 januárjában 2511 fő élt. A lakosságszám 1900 óta 2300-2600 között mozog.  2017-ben a helybeliek 95,1%-a volt osztrák állampolgár; a külföldiek közül 0,9% a régi (2004 előtti), 1,4% az új EU-tagállamokból érkezett. 0,5% a volt Jugoszlávia (Szlovénia és Horvátország nélkül) vagy Törökország, 2,1% egyéb országok polgára volt. 2001-ben a lakosok 93,9%-a római katolikusnak, 1% evangélikusnak, 1,5% mohamedánnak, 2,3% pedig felekezeten kívülinek vallotta magát. Ugyanekkor 6 magyar élt a mezővárosban. 
A lakosság számának változása:

| 2016 | 2 439 |
| 2018 | 2 505 |

## Látnivalók
- a kranichbergi vár
- a kranichbergi Szt. Fülöp és Kristóf-plébániatemplom
- a kirchbergi kolostor
- a Szt. Jakab-plébániatemplom (volt apátsági templom)
- A Szt. Wolfgang-templom
- a Hermann-barlang, Alsó-Ausztria legnagyobb cseppkőbarlangja

## Fordítás
- Ez a szócikk részben vagy egészben  a   Kirchberg am Wechsel című német Wikipédia-szócikk ezen változatának fordításán alapul.  Az eredeti cikk szerkesztőit annak laptörténete sorolja fel. Ez a jelzés csupán a megfogalmazás eredetét és a szerzői jogokat jelzi, nem szolgál a cikkben szereplő információk forrásmegjelöléseként.